# ワールドメイト
ワールドメイトは、深見東州（半田晴久）が創設した神道系新宗教の宗教法人。御親元素大御神（みおやもとすおおみかみ。別名⦿の神、スの神）などを祀る。本部を静岡県伊豆の国市に置く。開祖は植松愛子、教祖は深見東州（半田晴久）。深見の団体内の呼称は「リーダー」である。かつては宗教団体だったが、2012年（平成24年）9月の野田内閣 (第2次改造)時の平野博文文部科学大臣から念願だった「宗教法人」の認証を得た。

## 概要
神道系の新宗教であり、若者をターゲットに、音楽や様々なエンターテイメント要素のある軽いノリと、神事での厳粛さの使い分け、教祖深見のエンターテイナーとしての魅力、1990年代の霊界ブームでの深見の著作の人気などで勢力を拡大した。その一方、深見は著作において神社神道の世界を紹介しており、神社参拝を重視し、特に伊勢神宮を奉じる。神社参拝による開運ができると考えている。教団において、植松愛子は「神の啓示の受け手」、深見東州は「神の仕組みの担い手」として仕組みを解明し、広める役目である。
御親元素大御神様（、別名⦿の神、スの神）を最も重視しており、総本部にある皇大神御社（）の祭神である。「姿なく終わり無く、無限絶対・無始無終」の宇宙的な神であるとされる。スの神は世界救世教、世界真光文明教団の崇敬対象と同じであり、植松愛子に1972年（深見と出会う前）に降り、使命を与え、深見との出会いを予言した神であるという。キリスト教のヤハウェ、天照大神や国常立命、守護霊などもすべてスの神が人間に分かりやすいように仮の姿で顕れたものであるとしている。太陽系は①目に見える物質の世界である「現実界」、②目に見えない霊の住む「霊界」、③神の世界「神界」からなり、それぞれの世界は呼応し合っており、物質界より霊界が、霊界より神界の能力が高く、神が主導権を握っているという世界観を持つ。
教団は「宗教団体としての、弱者救済の立場に立った、慈悲慈愛の実行」「人道的見地に立った、会員や社会への対応」「社会良識に基づく誠実な対応」を3大スローガンとし、組織運営の根幹に置くとしている。沼田健哉は、「（教団は）神より神人合一の道とそれを成就するための神法がおろされたところであり、実在の神を掌握し、神を行じ神人合一の道を究めること」がスローガンであると述べている。
宗教学者の島薗進によると、「個人参加型」「隔離型」「中間型」の新宗教3分類のうち、サークル感覚の「個人参加型」に属する。脱俗的・出家的なあり方を否定し、社会生活の中で人格を磨く必要性を説いており、仕事（生業）や家庭生活との調和を重んじるとする。組織への強い忠誠心を求めるというよりは、常に明るく安定した心理状態を保つという「明るさ」の追求が強調されている。
若者など現代人にアピールするため、人種・民俗・宗教の壁を超えるものとして、音楽芸術・福祉活動・スポーツを重視し、ブラインドゴルフの支援など、多様な活動が行われている。

## 組織関連人物

### 開祖
植松愛子（旧名：橘カオル）は1934年に東京で生まれた。母が彼女を身ごもった時に、観音菩薩が体内に入る夢を見たという。少女の頃は霊感があったと言うが、しつけに厳しい上流階級の家庭でごく普通に育てられた。結婚し、安定した家庭の主婦であったが、33歳の時に母が亡くなり、神の使いとして母の霊が夢枕に立ち、以降様々な神が夢に現れ、夢の導きで訪れた磐梯山の古い神社で神の実在を悟り、「神人合一の道の神法」が降ろされたという。以降、家事育児を通して修行に励むようになり（生活修行）、一心不乱に家事をすると文字が浮かび、その意味を読み解きしばらくするとまた別の文字が浮かぶ、という修業が6，7年続き、1972年に⦿の神（スの神）が降りた。「女性を導け」「己の存在を、時期が来るまで外部に知らしめるな」という神託があり、のちに深見との出会いを予言されたという。植松は神託を受け、家事や茶道・華道などのサークル、ケーキ教室を開き修行とした。これらは女性の学びの場であるが、植松は自身が大学に行っていないこともあり、女性が大学に行く必要はないと考えていた。また、一時期世界真光文明教団の信者だったことがあり、親族に複数の幹部がいた。植松はシャーマンであり審神者であり、こちらも神が憑依合体した存在で、前世は推古天皇ともされ、会員からは「この世界でただ一人許された特別な使命を持った方」と呼ばれる。

### 教祖（リーダー）
本名は半田晴久。深見東州（旧名：深見青山）は、1951年3月18日に兵庫県西宮市で生まれる。父は荒んでおり家庭環境は悪く、幼い深見は母を助けてほしいと神仏に熱心に祈っていたという。宗教学者の沼田はこの時の経験が深見を宗教の道に進ませた大きな要因であると述べている。救いを求めた母が信仰していた世界救世教に深見も幼少時から親しみ、高校入試前に正式に入信し熱心に活動した。のちに大本の「お取次ぎ」で母の病が改善し、霊の実在や神霊による病気治療の可能性を確信するとともに大本にへ転向した。同志社大学に進学、大学生の頃から、他人の未来や心が透視できるという具体的な霊能力が現れたといい（深見は、在学中に六大神通力のうち天耳通力、他心通力、運命通力まで身に着け、25歳の時までに全てをマスターしたと称している）、学内外で知られるようになり大本の幹部出口京太郎に声をかけられ、友人と共に彼の指導を受けたという。大本との関係は、大学を卒業してしばらくの間続いていた。大学卒業後、1975年に大和ハウス工業に就職し営業マンになる。学生時代に大本の出口京太郎に諭された影響もあり、それまでの霊的側面中心の関心だけでなく、宗教のあるべき姿を知ろうと仕事の合間に宗教関連の読書に励み、大本と提携している銀座の道院紅卍字会で当代有数の知識人である事務局長の根本宏に師事して学び、全国から集まった霊能者・神霊家・超能力者たちと競い合い、多くの日本の重要人物との縁故を得た。その後、道院紅卍字会で植松と出会う。根本に学び深い宗教関係の知識を持っていた深見は、「なにも持たず、知らず、生活から出た神意のポイントしか指摘しない」植松に衝撃を受け、教えを乞うようになり、家族や宗教的な仲間たちと共に植松家とその周辺に引っ越し、深見は植松の元で家弟子として修行し直した。1978年に深見は大和ハウス工業を退職した。その後、深見青山名義で著作の刊行を始める。この時の仲間がのちに教団幹部となっている。沼田健哉は深見をシャーマンであり審神者でもあると見做しており、シャーマンとしては脱魂と憑依の両方が見られると述べている。深見の前世は聖徳太子であり、神が憑依合体した存在であるという。深見は神道国際学会（International Shinto Foundation インターナショナル・シントウ・ファウンデーション）という日本文化・神道の研究紹介を行うNGOを設立して活動に深く関与しており、この組織は実質的にワールドメイトの財政援助で成り立っている。ドイツの宗教学者インケン・プロールは、日本の新宗教の教団は、自分たちの主張を発信するために学術活動を支援することがあるが、その最も典型的な例だと述べている。神道国際学会を通じて深見の活動を支持する神道関係者は少なくない。全国の神社に多額の献金も行っている。

## 歴史
- 1984年（昭和59年）12月 - コスモコアという宗教団体を創設[5]。開祖は橘カオル[4]、創始者は教祖の深見青山（せいざん）[39]。
- 1987年（昭和62年） - 名称を皇大神社に改称、コスモメイトの通称使用[40]。
- 1994年（平成6年）4月 - パワフルコスモメイトの通称使用[5]。
- 1994年 -（平成6年）12月 - ワールドメイトに改称（正式名称と通称を統一）[5]。
- 1995年（平成7年） - 開祖の名を橘カオルから植松愛子、教祖（リーダー）の名を深見東州に改称[5]。
- 2012年（平成24年）9月12日 - 野田内閣 (第2次改造)時の平野博文文部科学大臣から「宗教法人」に認証された[41][6][8]。

## 沿革
1984年、深見がコスモコアを設立し講演会活動を開始。1985年、深見の著作『神界からの神通力』の出版にともない、会員数が増加し活動が活発化した。1987年コスモメイトの通称使用。1988年に皇大神御社（）、旧称皇大神社（）を建立して総本部に定める。
1994年4月にパワフルコスモメイトの通称使用。1994年12月ワールドメイトに改称。団体名の改称は、団体自身の器が大きくなるにつれ、さらなる救済力や普遍性を発揮する組織に生まれ変わるという意味があるという。1995年に、橘カオルから植松愛子に、深見青山から東州に名を改める。「皇大神社」として1995年までに宗教法人の申請をし、「ワールドメイト」として2012年9月に宗教法人と認証される。
1992年から分派活動が顕在化し、内紛、従業員・元従業員との間で労働問題が起こり、元幹部や職員、信者との間でいくつかの裁判が起こり、脱税の疑いでの強制調査があり、批判的な報道もなされた（脱税の疑い等については、2006年5月25日付東京高裁判決によりワールドメイト側が勝訴して嫌疑が晴れ、課税処分が取り消されている）。2000年に、深見とワールドメイトに関する記事が名誉棄損に当たるとして、ワールドメイトが雑誌「サイゾー」を提訴。以降、冬樹社、岩波書店、新潮社など、批判的な記事を書いた出版社を相次いで訴えている。ワールドメイトの活動による被害を訴える声もあるとして、2002年に、ワールドメイトに批判的な弁護士が中心となり「ワールドメイト被害救済ネット」をたちあげている。なお、沼田健哉は教団にとってマイナスの報道に関して、深見・橘に離反して解雇された元スタッフらによるアンチ活動の影響があるとも述べている。
2024年時点で、日本に299か所の支部、アメリカ合衆国やイギリスなどの国に8か所の支部がある。会員数は、2017年2月時点で7万7000人、2019年1月時点で約8万2000人（公式サイト）。

## 教義
ワールドメイトは天照大御神をはじめ八百万の神々を奉じ、神道系宗教団体を名乗るが、確固とした教義はないとされる。深見の評伝（実質的に自伝）を書いた磯崎史郎は、「実在の神を掌握し、神を行じ、神人合一の道を極める」ことをワールドメイトの特色と定義している 。「守護霊」と本人の「本霊」の合体を基礎とする「神人合一」の追求をスローガンとする。「弥勒の世」の五大項目 「神人合一」には5つの基準が関わることが橘カオルによって明らかにされた。会員は社会生活の中で、御魂磨きの日々を送ることを重要視している。社会生活で生き抜いていくバイタリティー、エネルギーを、神なる御魂の輝きと捉え、「いのち」の輝きこそが「神なるもの」としている。
深見の前世は聖徳太子であり、神名はスメラアサヒで、神界のピラミッドの頂点に立つ日之出大神であり、国祖であり地球神霊界の神が憑依合体した存在であるという。橘カオルはシャーマンであり審神者であり、神名をスメラアイスといい、木花咲耶姫であり、主神（スの神）の銀河系レベルの化身である白山菊理姫が主として憑依合体した存在であるとされ、前世は推古天皇ともされる。沼田健哉は、深見は橘を自分より高く位置付けていると述べてる。教団においては、大本の出口なおと出口王仁三郎になぞらえられている。
ミロクの世の五箇条
神人合一の人には、5つの要素（ミロクの世の五箇条）が備わっているとしている。
1. 信仰心：神が持っている真（学問）・善（宗教・福祉）・美（芸術）を憧れ敬い、会得しようとする姿勢を宗教心とする。その宗教心を、一生涯をかけて、貫き通す精神こそが信仰心であり、貫き通す精神のない人は、宗教心はあっても、信仰心はないということになる。また、宗教的分野に限らず、学問や芸術を一生涯かけて、貫き通す精神も「信仰心」としている。
2. 愛念：隣人愛のような、普遍的な愛の念、思慕の念を指す。「相手よし、我よし」の相互の幸福と発展を願う心でもある。
3. 秩序：善因善果、悪因悪果の法則という大秩序が我々の運不運に強く影響を及ぼしている。
4. 調和：秩序が極まると、調和の心となる。秩序は縦、調和は横のつながりでもある。調和の心により、別々の物事が、互いに長所を発揮して、活かし合うことができる。
5. 平和の心：上記の心を全て持ち合わせていても、平和の心がないと戦争が起こる可能性がある。世界の国々の為政者や国民が、平和の心を前に立てて手を取り合うときに、初めて戦争のない世界がやってくる。

死生観
人間は死んで肉体の衣を脱ぎ49日が過ぎると、生前の行動と想念によって積まれた功徳と業の相殺決算により、適合した霊界へ旅立つとする。大別すると、天国界、中有霊界、地獄界の三つに分けられる。天国界は第一天国、第二天国、第三天国というふうに別れ、さらに、ランクが細分化されている。また、ほかにも、死後に人間の魂が行く世界は、兜率天、霊国界、最奥人天界等があり、人間の個性が様々であるのと同様、霊界、神界のあり方も様々であるとする。
他宗教との共存共栄・世界連邦
宗教は、棲み分けの理論で、共存共栄していくとし、世界中が一つの宗教に統一されることはないとしている。また、ミロクの世が訪れる頃には、世界中の人々に、自ずから宗教心（ミロクの世の五箇条）が備わっているため、宗教が普通となり、各国や、各宗派、各教団のイデオロギーが対立することはなくなるとしている。それを、逆説的に「世界中から宗教がなくなる」という大本教祖・出口王仁三郎の言葉を引用して表現することもある。ナショナリズムとインターナショナルな要素が入り混じっており、天皇制を重視し、世界連邦の形成を目指している。世界連邦形成のために諸宗教の対話が必要であるとし、そのために政治を重視している。マルクスも国常立命の分身としての役割を持つとしており、沼田は深見の描くユートピア像は、マルクスが『ドイツ・イデオロギー』で描いた共産主義ユートピアと似ていると評している。
神
神には、絶対神（主神）と顕現神（八百万の大神）がいるとする。絶対神は、宇宙創造の主神のことであり、無限絶対、無始無終、全智全能の主神のことである。人智を越えているため、有限なる人間には、到底、全てを理解することも、知覚することも難しいが、絶対神を思慕し敬うのである。顕現神は、絶対神（主神）の一部の働きを司る神であり、個別の働きや個性を持った神格をもち、人間を守護したり導くとする。各宗教の神や、神社の神は、顕現神であるという位置づけであり、ワールドメイトの神だけではなく、自分の願いに応じた働きがある顕現神への積極的な祈願も勧めている。仏や龍神、天狗、UFO、狐、蛇等は顕現神の一部や顕現神の眷属であるとする。こうした教えは、仏教、儒教、道教、神道に加え、大本、世界真光文明教団、世界紅卍字会などとも重なる部分がある。
神道
ワールドメイトの教えのベースとなっている「神道」とは、古くからの「神ながらの道（精神）」（古神道）の流れを組む、自然と神霊と人との融和の道のことであるとされる。日本人の国民性となり、日本の文化を形成している、古くからの日本人固有の「生成化育進歩発展」の意識（精神的支柱）を指すという。全国の有力神社や、産土神社への参拝を勧めており、毎年、ワールドメイトが主催をして、神社への団体参拝も行っている。また、平和でフレンドリーでユーモアに満ちた神々と人々が仲良く生きるのが「神道」であり、ワールドメイトも同様の宗風であるとしている。
無形の三宝と有形の三宝
「無形の三宝」を、神の御心を正しく取り次ぐ事、神の御心の取り次ぎによって顕現する神の稜威、神の稜威を継続するための無形の道としている。「有形の三宝」を、無形の道を社会に広めるための人、人々のためのより良き組織運営、組織を円滑に運営するための建物としている。この順番で尊び優先順位を遵守しているため、建物は質素で、教線拡大や信者獲得を第一とせず、社会への布施業に力を入れている。
ミロク（弥勒）の世
来るべきミロクの世（理想の世）が訪れる前には、巷で言われているような世界の崩壊とは言わないまでも、数々の困難や問題が世界中で吹き出してくるという。その困難を乗り越える過程で、世界の人々が一致団結し、世界連邦政府が樹立されると、ミロクの世の礎ができるのである。ワールドメイトは「和を以て貴しと為す」という精神をもって、他宗教との共存共栄を図り、世界平和に貢献しようとする立場を貫いている。神人合一により新しい時代を切り開き、「弥勒の世」を実現すること目指しているという。過去に古代文明の栄えたムー大陸があったと考えられており、そのころは神界と現実界が互いに良く認識していた神代であると考えられている。弥勒の世は250年以内にできると考えられており、古代のように再び人間が神人合一した存在になる理想社会であり、深見はこのような万能の存在のひな形とされている。
皇大神御社（すめらおおかみおんやしろ）
「宗教団体を創ってはならない」「神は伽藍には降りない」という天啓に基づき、団体としてのあり方を模索した結果、神社という「来る者は拒まず、去る者は追わず」の形態こそが、神道のあるべき姿だと確信するにいたり、建立された。古くからある神社と同様、神職が日々奉仕しており、会員は祈祷等を受けることが出来る。
後継者
深見東州は不犯を守り続けているため、実子はおらず、かねてから、「親類や係累からではなく、下から奉仕活動を積み重ねてきた、人望と天運と実力がある人が後継者となることが、会員にとって一番良い」という考えであった。

### 系譜・研究
ワールドメイトは世界救世教・大本・世界紅卍字会に由来しているとされる。島薗進によれば、大本、世界救世教、真光の系譜をひいており、新宗教のなかで「神道」ナショナリズムを代表する団体である。戦前の神道ナショナリズムのさまざまな要素が見て取れるが、戦後に発展した新宗教とは異なる要素が組み込まれ、新しい神道的ナショナリズムを形成しているとして2つの特徴をあげている。一つ目は、「日本精神の優秀性」や「その結果としての世界の融和統一」が見られるが、日本の経済的、政治、文化意識が見られる一方で、政治力の低さという弱さの自覚が見られるという点である。二つ目は、日本人の精神的支柱は神道であるとしているが、「偏狭な日本絶対主義を好まず、日本精神の優秀性を包容性という点に見いだすという点」を挙げている。国学や国家神道よりは大本の路線に違いが、先に述べた偏狭を好まず日本精神を包容性に見いだす等の側面や、密教的、神仏習合な側面がより顕著であると評している。また、島薗は、教祖の深見は英語が得意で、キリスト教や仏教、儒教や中国の禅語録にもよく通じており、新しい要素が見いだされるとしている。神社界や神道学会とも密な連携を持つ。
宗教学者の沼田健哉は、大本など教派神道の一派と見做すべきものと述べている。沼田は、大本の出口なおが『おほもとしんゆ』で展開した内容と深見の若者をターゲットに軽いノリで提示された世界には、時代性とも言い切れない根源的な差があるように思われると述べており、 出口なお・出口王仁三郎より社会的に高い層の出身である橘と深見はごく最近まで剥奪体験に乏しく、中流階級が主流となった現代日本でも、大本教系というには民俗宗教の枠から大きく逸脱しているように見受けられる、と評している。沼田は、深見が神道のみならず仏教など宗教全般に博識で、「仏教、儒教、道教、神道の要素外では大本教の教えと重なる部分が多いが、それに世界真光文明教団、（大本と提携していた）道院紅卍字会等の他の教団の教えと彼独自のものが付け加わっている」と評している。また、伝統的なものと最先端のものの融合が見られ、ニューエイジと類似した面があると述べている。
ジャーナリストの溝口敦は、大本の影響を指摘している。

## 会員構成・収入源・訴求方法

### 会員資格・役職
ワールドメイトの一般会員は、セミナーなどに軽い気持ちで参加できるとされ、他の新宗教よりは結束は比較的緩やかであり、一見すると開かれた自由参加型の姿勢を打ち出しているが組織運営の緩さと責任の不明瞭性が内包されている。宗教団体にありがちな布教の義務は課されておらず、研究者の沼田健哉は、個人参加型宗教の中でも拘束性の最も低い部類に位置づけている。ただし、ボランティア団体「タマガキ会」など一部には、組織的運営が見られ、一定の宗教的熱意を持つ会員層も確認される。
構成員は正会員・準会員・法人青龍会などに分類されており、いずれも教団が発行する読み物や告知物を受け取ることができる。創設者である磯崎史郎は「来るもの拒まず、去るもの追わず」との方針を掲げ、会員に対し行事への出席義務を課していないと主張している。また、情報提供手段は多岐にわたり、郵送物やウェブサイト、カセットやDVDなどから自由に選択可能とされる。
『毎日新聞』の特集「世紀末の神サマ」では、このような性質を「学園祭型新宗教」と評しており、大学サークルのように必要な時に必要な情報だけを摂取するという、選択的な関わり方が可能な構造となっている。

### 秘法（呪術）セミナーや開運商法による収入源
布教義務を課さない一方、教団運営に伴う収入源が秘法系セミナーに偏っている。1995年時点で沼田健哉が行った調査によれば、ワールドメイトは教義的学習よりも「秘法」とされる呪術的儀式や実践を重視する傾向が強かった。創設者・深見東州は、多数の呪術的な技法を体得しているとされ、それには、魂を霊界へ導く「星ツアー」や、身体的・外見的変化をもたらすとされる「血液転換秘法」「神霊美容術」などが含まれている。
これらのセミナーでは、神霊を憑依させた深見との問答が行われ、禅問答の形式に似せた形で信者の人格矯正が試みられることもあるという。深見は霊能力を有すると主張し、病気・容姿・知能に関わる開運儀式や除霊など、多種多様な「秘法」が行われている。
弁護士の山口広は、こうした「秘法を用いた」と主張されるセミナーの料金が時に数十万〜数百万円に達することを問題視しており、消費者被害の観点から批判的立場を示している。また、除霊儀式にも相応の費用が発生し、経済的負担が信仰と密接に結びついている点は否定できない。
また、救霊師、九頭龍師、薬寿師などと呼ばれる役職者が存在し、これらは神的存在との媒介者として位置づけられるが、その資格取得には高額な研修参加が前提とされる。

### 訴求・勧誘方法

#### 音楽・芸術・福祉活動・スポーツ
若年層や一般大衆への訴求を図るため、教団は音楽・芸術・福祉活動、さらにはスポーツの分野に注力しているとされる。深見東州自身が音楽活動を行うほか、世界的バレリーナのマイヤ・プリセツカヤと共演するなど、芸術性を強調する取り組みが展開された。宗教的儀式と芸能の融合は、外部からの注目を集めやすい戦略でもある。このような取り組みは一見して宗教の垣根を越える文化活動とも見なされるが、逆に言えば、教義の本質よりも演出や外形に依存していると分析できる。福祉活動や芸能イベントを通じて神格化された人物像を演出するスタイルは、宗教的な一体感よりもカリスマ性への依存を感じさせる側面もある。

#### ユーモア（ギャグ）
教祖の深見東州は、元来ユーモアやギャグにあふれた「ギャグ爆発の宗教家」であるとされ、本部や支部名にもギャグ混じりの名称を名付け、公式ウェブサイトや著書等でもギャグが連発することで関心を訴求している。これらのユーモアが重視されているのは、「深見の圧倒的な学識と博覧強記な知識に裏付けられた深い思想や教えがあるためでもある」と、教団は述べている。
ワールドメイトによると、ユーモア（ギャグ）を発信する理由は、3つある。第一の理由は世界的宗教教祖と共に宗教間対話と協調の運動を推進するためには、宗教的見地や足跡が認められるのみでなく、楽しくて面白い人間性、すなわち“sense of humor”がないと評価されないためであるという。第二の理由は、神道を明るく楽しい宗教であり、神道にとって「派手でユニークで、ユーモラスで爆発的に盛り上がる祭り」を、最重要の要素であると捉えているためであるという。祭りとは、穢れを払い「ハレ」の状態に戻す儀式であると捉え、非日常を徹底追求し祭りの魅力を前面に出して意義を解説し実践している背景があるために、ギャグが爆発しているという。第三の理由は、宗教を「暗く真面目で深刻で近寄りがたい」とか、「閉鎖的で狂信的な儀式を行う」といったイメージを持っている日本人が一般的に多くいると批判しており、「無知から来る偏見」へのアンチテーゼのためであると語っている

#### 社会活動・事業によるイメージアップ訴求
- 日本ブラインドゴルフ振興協会-ワールドメイトは「福祉活動」として、「日本盲人ゴルフ協会」（現日本ブラインドゴルフ振興協会）を設立した。目の見えない人向けのゴルフであるブラインドゴルフへの援助事業を行っている[27]。教団のイメージアップ戦略の一環とも指摘されているが、教祖の深見は「信仰理念に基づくコスモメイト（現ワールドメイト）の社会活動の一環」であると主張している[27]。ワールドメイトの教祖の深見によると、「奇抜な広告の狙いは戦略的なマーケティング」] と主張している。自身が事業を行う理由と宗教の関連性について「国民の8割がサラリーマンやOLなので、私自身もビジネス社会に身を置き、会社経営を続けることにしている。10円のありがたさ、100円の尊さがわかってこそ、ビジネス社会で人が何を求め、何に苦しんでいるのかが肌で感じられる。庶民に寄り添った生きた宗教ができるというわけだ。」とし、深見自身の判断基準としては「論理的に考える以上に、天啓を重んじる」点はあるにせよ、宗教と実業は切り離していると述べている[82]。
- ワールドメイトへの訴求手法として、皇大神御社での神社としての宗教活動のほか、全国各地の神社参拝、大祓神事[83]、エンターテインメント的な要素が強い講演会[34]、神人合一を目指す神法伝授、先祖供養や救霊、コンサートなどの芸術活動、チャリティーなどの慈善事業、国内外での福祉活動や公益活動、神道研究等への援助活動等を行っている[34]。また、苦難に対する救済のための宗教はすでに数多く存在するため、喜び、楽しみ、感動を創っていく新しい宗教を目指したいという教祖の意向により、従来にはなかったユニークな活動形態をとっている[44]。「ホープ・ワールドワイド（Hope Worldwide）」（キリスト教系国際チャリティー組織）やカンボジア王国と協力し、24時間診療の無料病院（シアヌーク病院）への支援と運営を継続的に行っている[84]。神道国際学会（現：NPO法人）を中心となって組織し、日本の神道界や神道学者の積極的な協力もある[85]。

- 1995年1月17日に発生した阪神・淡路大震災により、関西の本部が所在する芦屋市茶屋之町周辺でも甚大な被害を受けたが、関西ワールドメイト会館は神棚も建物も無事で電力も使用可能であった。そこため、震災発生日である17日の地震発生直後から被災住民の避難場所埜一つとして活用された[86]。教祖の深見東州は、震災当日に対策を協議して18日の早朝には救援物資が積まれた3台のトラックと被災地入りし、自ら陣頭指揮をとって日本赤十字社と連携しつつ救援物資を届けている[86]。19日には、スタッフ50人、会員の医師2人、看護婦2人が現地に到着[86]。関西方面の会員も加わり、おにぎりの炊き出し、布団・毛布300人分、水3トン、米500キロ、仮設トイレ88台、発電機13台、灯光機20台等を被災地に届ける[86]。物資費用は会員による救援基金で賄われた[86]。

- 1999年より毎年、サンタクロースに扮したボランティアが児童養護施設の子どもに、クリスマスプレゼントを渡す活動を行っている[87][88][89]。近年は、全国で約35,000人[90]の孤児の3分の1程度にプレゼントを渡しているとしている[91]。
- 2011年の東日本大震災の3日後に救援隊を結成し、被災者に支援物資を届ける活動を2か月近く以上毎日続けた。英国の原子力専門機関から取り寄せたガイガーカウンター28台（当時は世界的に入手困難だった）で計測しながら福島原発付近にも進み、専門医より適切な除染を受けつつ物資を届けた[92]。震災における救援活動や寄付に対し、福島県いわき市、会津若松市と岩手県知事の達増拓也より、感謝状を受け取った[93]。

##### カンボジア関連
シアヌーク病院の建設と支援
1996年12月、カンボジアのプノンペンにワールドメイトの資金提供と同国政府の土地提供により、シアヌーク病院（24時間体制の無料救急病院）が建設される。カンボジアでは20年近い内戦により医師や設備が不足しており、その現状に心を痛めた深見東州が、24時間無料診療の救急病院の建設を決意し設立に奔走した。
2003年1月、ワールドメイトの支援で第二病棟を建設し、最新医療機器を導入し、病床や研修用大会議室の増設を行う。。2004年11月、ワールドメイトの支援により第3病棟を建設。2005年の時点では、「24時間、無料、救急」の病院はカンボジアに乏しかった。カンボジアトップ医療レベルと総合教育を行うセンターとして、エイズ・マラリアの撲滅や医療を進めている。「ホープ・ワールドワイド（Hope Worldwide）」（世界75か国で慈善事業を展開するNGO組織）とともに、今日まで共同で運営に当たる。
クメール・ルージュの犠牲者への義捐金
1970年代後半にクメール・ルージュによって虐殺された犠牲者の遺族に、義援金を渡している。カンボジアの平均的年収の半分にあたる金銭と米を、遺族本人に代表自らが手渡し、物心両面からの救済活動を行っている。遺族への義捐金は、傷つき、生きる望みを失いかけた人々を励ます大きなメッセージになるものと認識されている。
小学校建設
カンボジアの学校がない貧しい地域の子供たちのために、小学校の校舎を20校建設したいというカンボジア王国首相フン・センの希望を受け、2005年から「フンセン小学校プロジェクト」を支援している。
バッタンバンの病院運営支援
2012年3月から、カンボジアのバッタンバンで、「ワールドメイト・エマージェンシー・ホスピタル（ワールドメイト救急病院）」を運営している。

##### イギリス関連
英国国教会（元）カンタベリー卿ジョージ・ケアリーと協力し、宗教・言語・民族が複雑に絡み合う地域での青少年の正しい育成を目指し、2004年にエリザベス2世が開校した Lambeth Academy（Learning Trust）を支援した。2008年、「英国国教会聖職者のためのセントルークス病院」の白血病の子供達のための基金等を支援した。

##### 深見教祖や関係者による事業
ミスズ、みすず学苑-学習塾
橘が親戚と共に東京に株式会社三十鈴（現ミスズ）を設立、1978年に、深見が東京の西荻窪で学習塾の三十鈴学苑（現みすず学苑）を始める。
有限会社コスモコア-占いの企画・仏具の販売1985年1月に設立され、1985年12月に有限会社コスモメイトに改称された-ジャーナリストの溝口敦によると、株式会社コスモメイトは占いの企画・仏具の販売を行う会社で、ワールドメイトの宗教活動の母体である。橘カオルの兄の友人で「株式会社三十鈴」の設立に奔走したという栂村繁郎が代表取締役である。そして、深見の父の利晴、直弟子とされる西谷泰人、村田康一（たちばな出版元社長）らが取締役にいた。。
TTJ・たちばな出版- ワールドメイトの出版部門
1987年にたちばな出版（現TTJ・たちばな出版）を設立する。
宗教学者の沼田健哉は、以下の事業もワールドメイト教祖の深見が設立し、主宰する事業として挙げている。
ジャパンペガサスツアー（旧ジャパンペガサスメイト)-会員向けの開運商法旅行
会員のご神業旅行、神法悟得会、ホリデーツアー、ハネムーン、社員旅行などの企画、実施を行う旅行会社。会員向けの運勢向上の気学に基づくツアーも行っている。
ビッグビジネス経営経済研究所-中小企業経営者向け開運セミナー
フランシス・フクヤマ・渡部昇一・深見による国際シンポジウムなど、大物を招いたイベントを主催している。主に中小企業経営者を対象に、惟神の道を生かすという経営者セミナーを開くとしている。神業と社業の両立、信仰と経営の融合、経営の神力による打破などを指導し、金運・事業運が授かる秘法や経営難へのアドバイスも授けるという。宗教性と経営指導が融合していることが特徴としている。
医療法人北辰会-スピリチュアル統合医療
教祖の深見に「後漢の医師華佗の霊が降臨した」として、深見は「医療法人北辰会」を設立している。この病院では、「現代医学(西洋医学)、東洋医学、神道医学を用いた総合的な診断」を行っていると主張されている。
占い喫茶-スピリチュアル系喫茶店事業
東京と関西で占い喫茶を開いている。そこでは、手相鑑定、ジプシー占い、気学、運命鑑定、算命学鑑定、ギリシャ占星術鑑定、四柱推命鑑定、万象学三命法、易占い鑑定などが行われている。

## 政治家との関係・政治献金
小沢一郎、亀井静香と親しい関係にあり、政治資金を献金している。
最初の献金としては、2010年12月1日に小沢の政治団体「小沢一郎政経研究会」の政治資金パーティー券を100万円分を購入したことである。小沢一郎と深見東州の関係が永田町で話題になったのは2011年1月からであった。2010年末から突然、小沢が神社や仏閣参りをしだし際には、「親しくしている深見氏に勧められたからではないか」と指摘された。ワールドメイトは、教祖の深見と親しい亀井静香と国民新党の政治資金団体にも3千万円を献金している。
年間2千万円以上の大口献金をした企業や団体は2011年の17個から2012年5月時点で7個にまで激減したのにも関わらず、ワールドメイトは1位の日本自動車工業会、2位のトヨタ自動車、3位の日本電機工業会、4位の日本鉄鋼連盟といった日本を代表する企業や団体に次いだ5位であった 。
2025年3月のワールドメイト教祖である深見東州の誕生日を祝う「第25回深見東州バースディ個展　宇宙に遊ぶ、能楽師のような個展と展示会!!」に参加した現職国会議員は立憲民主党所属の議員が過半数を占め、政党別内訳は、自由民主党1人、立憲民主党6人、れいわ新選組1人、無所属2人である。
- 教祖誕生日会に出席した現職国会議員：鈴木宗男（参＝無所属.地域政党新党大地代表）、平沢勝栄（衆＝自民）、海江田万里（衆＝立民）、小沢一郎（衆＝立民）、松木謙公（衆＝立民）、多ケ谷亮（衆＝れいわ新選組）、佐藤公治（衆＝立民）、北神圭朗（衆＝無所属。元民主党）、原口一博（衆＝立民）、杉村慎治（衆＝立民）。非現職政治家では、下村博文(元職。自民党籍)が唯一出席した[115]。

- 教祖誕生日に祝電送付者(現職や元職議員)：鈴木貴子（衆＝自民。鈴木宗男の娘）、亀井静香(元職=旧 国民新党)

- 教祖誕生日に祝花送付者（現職の議員や首長）：小沢一郎（衆＝立民）、平沢勝栄（衆＝自民）、前原誠司（衆＝日本維新の会。元民主党）、原口一博（衆＝立民）、浅尾慶一郎（参＝自民）、松木謙公（衆＝立民）、萩生田光一（衆＝自民）、世耕弘成（参＝無所属。元自民党）、伴野豊（衆＝立民）、高村正大（衆＝自民）、牧義夫（衆＝立民）、北神圭朗（衆＝無所属。元民主党）、鳩山二郎（衆＝自民）、末松義規（衆＝立民）、多ケ谷亮（衆＝れいわ新選組）、城井崇（衆＝立民）、西川将人（衆＝立民）、水野素子（参＝立民）、池田真紀（衆＝立民）、佐藤公治（衆＝立民）、太田和美（柏市長。元民主党小沢ガールズ・ガソリン値下げ隊）、野澤哲夫（千代田区議、日本維新の会）

教祖誕生日に祝花送付者（元国会議員）：亀井静香(元国民新党)、高村正彦(自民党)、下村博文(自民党)、西村眞悟(祖国再生同盟)、木内孝胤(小沢グループ。日本維新の会)、舛添要一(元都知事、元新党改革)、川島智太郎(立憲民主党)、石川知裕(小沢一郎の元私設秘書。立憲民主党)、樋高剛(小沢グループ。立憲民主党)、石関貴史(旧民進党)、大西宏幸(自民党)、谷川とむ(自民党)。。